# Kaiserliche Marine

Válečná vlajka (Reichskriegsflagge) (1903–1918)

Válečná vlajka (1892–1903)

Válečná vlajka (1871–1892)

Čelenová vlajka 1903–1919

Kaiserliche Marine, česky Císařské námořnictvo, bylo německé válečné námořnictvo, které vzniklo spolu s německým císařstvím. Existovalo mezi lety 1871–1919 a v podstatě se vyvinulo z pruského námořnictva a námořnictva severoněmeckého spolku. Císař Vilém II. velkou měrou podporoval růst loďstva, čímž došlo k závodům ve zbrojení mezi německým císařstvím a britským impériem. Většina německého válečného námořnictva byla roku 1919 zničena v základně Royal Navy ve Scapa Flow. Při této události, známé jako Incident ve Scapa Flow, byly německé válečné lodě poté, co Německo prohrálo první světovou válku, potopeny vlastními posádkami.
Německé lodě nesly před svým názvem zkratku SMS: Seiner Majestät Schiff – loď Jeho Veličenstva.

## Organizace

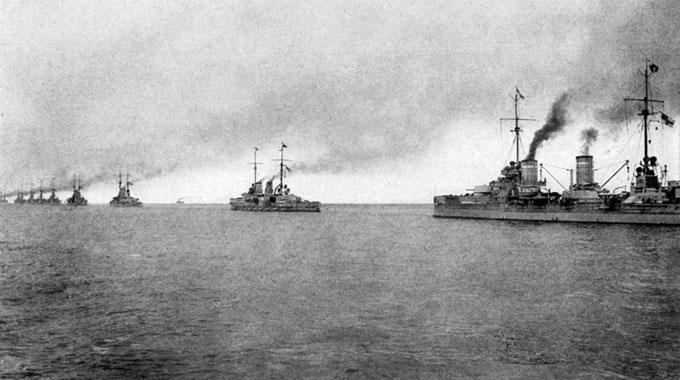
Bitevní lodě Širokomořského loďstva

Vrchním velitelem německého námořnictva byl německý císař. Jemu byli podřízeni ministr námořnictva (Staatssekretär des Reichsmarineamtes), náčelník admiralitního štábu (Chef des Admiralstabes) a náčelník námořního kabinetu (Chef des Marinekabinetts). Ministr námořnictva měl v kompetenci záležitosti organizační, administrativní a rozpočtové. O vlastní operace námořnictva se staral admiralitní štáb a o povyšování důstojníků a jmenování velitelů lodí rozhodoval námořní kabinet.
Hlavní síly Kaiserliche Marine byly soustředěny do tzv. Širokomořského loďstva, jehož operační oblastí bylo Severní moře. Jeho hlavní základnou byl Wilhelmshaven, menší jednotky pak byly umísťovány i na základny v Cuxhavenu, Brünsbüttelu, na ostrovech Helgoland a Sylt a v ústí řeky Emže.
Dalším samostatným oddílem byly lodě na Baltu, kde však sloužily starší a méně početné lodě, neboť Němci mohli využívat Kielského průplavu na přesouvání lodí od Širokomořského loďstva a zpět. Německo také disponovalo námořními jednotkami, bránícími jeho kolonie. Nejvýznamnějším uskupením byla Německá Východoasijská eskadra, kotvící v Němci pronajatém čínském přístavu Čching-tao. Ostatní zámořská území v Africe a jižním Tichém oceánu byla chráněna staršími a menšími jednotkami, jako byly například dělové čluny.

## Program námořního zbrojení
Rozkvět německého císařského námořnictva nastal za panování císaře Viléma II. a je spojen především s osobou ministra námořnictva Alfreda von Tirpitz. Ten přišel s myšlenkou tzv. Risikoflotte (~ risiková flota) - německá flota se měla stát tak silnou, že vojenský střet s ní by byl rizikem pro jakoukoliv námořní mocnost. Aby uskutečnil tento záměr, nechal schválit německou Říšskou radou zákony o loďstvu (Flottengesetze). První zákon o loďstvu, odhlasovaný dne 28. března 1898, měl rozšířit námořní síly na 19 bitevních lodí, 8 lodí pobřežní ochrany, 12 velkých a 30 malých křižníků. Druhý zákon, který následoval v roce 1900, stanovil konečný stav na 38 bitevních lodích. Novela tohoto zákona z roku 1908 pak zavedla stavbu bitevních křižníků. Poslední novelou byla ta z roku 1912, která zvýšila plánovaný počet bitevních lodí na 41 kusů.